# Suessula
Suessula (Griego: Σουέσσουλα) era una antigua ciudad en Campania, al sur de Italia, situada en el interior de la península, cerca la frontera con Samnio, entre Capua y Nola, y aproximadamente a 7 km al nordeste de Acerra. Suessula desapareció y sería reemplazada por Acerra, y no por San Felice a Cancello, como señalan algunas fuentes.

## Historia
Suessula es mencionada repetidamente durante las guerras entre romanos y samnitas, así como en la segunda guerra púnica contra Aníbal. Así en la primera guerra samnita  (343 a. C.)  se da una victoria decisiva por parte de Marco Valerio Corvo sobre los samnitas, quienes habían recompuesto los restos de su ejército, el cuál había sido derrotado anteriormente en el monte Gauro (Livy vii. 37). En la siguiente Guerra Campania los suselanios tuvieron la misma suerte que los ciudadanos de Capua, compartiendo el mismo destino, de modo que en el 338 a. C.,  obtuvieron el título de civitas, pero sin el derecho al voto (Id. viii. 14).
En la segunda guerra púnica la ciudad jugó un papel importante, aunque aparentemente más por su posición que por su propia importancia. Suessula se encontraba en el camino de Vía Popilia, el cual cruzaba aquí con una carretera qué recorría el camino desde Nápoles a través de Acerrae, hasta la Vía Apia, la cual llegaba justo al oeste del desfiladero de las Horcas Caudinas. La línea de colinas que se eleva desde la llanura de Campania, inmediatamente por encima de Suessula, y que forman un tipo de prolongación de la creta del monte Tifata, supuso una estación casi tan conveniente como la propia montala, y en el 216 a. C., fue ocupado por Marco Claudio Marcelo con la intención de proteger Nola, y vigilar las operaciones de Aníbal contra aquella ciudad (Liv. xxiii. 14, 17). Desde entonces, parece ser que los romanos mantuvieron allí un campamento permanente durante algunos años, conocido como el Castro Claudiano, en honor a M. Claudio Marcelo, ya que él lo estableció, y el cual es continuamente mencionado durante las operaciones de las subsiguientes campañas (Liv. xxiil. 31, xxiv. 46, 47, xxv. 7, 22, xxvi. 9).
Tras esto, la ciudad de Suessula se desvanece. Continuó siendo un municipio de Campania, aunque aparentemente de "segunda clase"; y algunas inscriptions atestiguan su rango municipal bajo el Imperio romano. Haya recibido un cuerpo de veteranos como colonizadores de parte de Sila, pero no logró el rango colonial (Estrabón v. p. 249; Plinio. iii. 5. s. 9; Orell. Inscr. 129, 130, 2333; Lib. Col. p. 237). La Tabula Peutingeriana la ubica en una línea de carretera desde Capua a Nola, a unas 9 millas (14,5 km) de cada una de estas ciudades.

### Edad Media y Moderna
Suessula era una Sede episcopal durante los primeros años del cristianismo, al menos hasta el siglo X. Durante un tiempo fue la ciudad principal de un pequeño principado de la Liga lombarda. Fue saqueada en numerosas ocasiones por los sarracenos, y finalmente abandonada por sus habitantes a causa de la malaria. Las ruinas de la ciudad descansan en el Bosque de Acerra, un bosque pintoresco, aproximadamente a 7 km al Sur de Maddaloni, y un castillo adyacente es todavía llamado Torre di Sessola. Las ruinas eran más visibles en el siglo XIX que ahora, pero aún se pueden ver rastros del teatro y de algunos otros edificios. Aquí fueron excavadas algunas tumbas oscas entre 1878 y 1886, y también se encontraron importantes jarrones y objetos de bronce. Los muertos se enterraban dentro de losas de toba que conformaban una especie de sarcófago. También se hallaron algunas inscripciones, así como capiteles de columnas y otros fragmentos arquitectónicos (Francesco Maria Pratilli, Vía Appia, iii. 3. p. 347; Romanelli, vol. iii. p. 590).